# Seleção Finlandesa de Futebol Feminino
A Seleção Finlandesa de Futebol Feminino representa a Finlândia no futebol feminino internacional. O país se classificou para o Campeonato Europeu de Futebol Feminino de 2005, e  teve vaga assegurada para o Campeonato Europeu de Futebol Feminino de 2009, pois será o país sede.

## Honras
A equipe disputou o Bronze nos Jogos Olímpicos de Verão de 1912, perdendo para os Países Baixos.

## Principais jogadoras
- Laura Österberg Kalmari